# Rudolf Wetzer
Rudolf Wetzer (Timişoara, 17 de março de 1901 - Haifa, 13 de abril de 1993) foi um futebolista romeno que competiu na Copa do Mundo FIFA de 1930.